# Hauptmann, deine Sterne
Hauptmann, deine Sterne, gedreht unter dem Titel Gauner in Uniform, unter dem er ursprünglich auch in die Kinos kommen sollte, ist eine deutsch-österreichische Gaunerkomödie aus dem Jahre 1960. Unter der Regie von Géza von Cziffra spielen Robert Graf und Peter Vogel die Titelrollen.

## Handlung
Die zwei leicht vertrottelt wirkende Kleinganoven Emil Kowalek und Heini Haase fallen bei einem Einbruch in eine Kaserne der Bundeswehr zwei Militäruniformen in die Hände. Da sie spätestens seit dem Erfolg des Hauptmann von Köpenick Anno 1906 wissen, dass der Deutsche sui generis einen enormen Respekt vor uniformierten Amtspersonen hat, kommen sie auf eine famose Idee. Sie reisen in eine Kleinstadt und verbreiten das Gerücht, dass hier vor Ort demnächst eine neue Garnison aufgestellt werden würde. Nun beginnen sie mit einigem Geschick die politisch düstere Vergangenheit des einen oder anderen Mitbewohners auszuforschen und ziehen aus diesem Wissen ihren eigenen Nutzen. Das Konzept soll sich als derartig erfolgreich erweisen, dass sich Emil und Heini überlegen, mit dieser Masche auf Städtetour zu gehen. Kaum in der nächsten Kleinstadt angekommen, starten sie erneut ihre erfolgreiche Methode, ganz auf die Wirkung ihrer Uniform bauend. Doch diesmal geht einiges schief, und sie werden verhaftet.

## Produktionsnotizen
Der Film entstand im Sommer 1960 in den Real-Film-Studios in Hamburg-Tonndorf unter dem Titel Gauner in Uniform. Da es von staatlicher Seiten Bedenken gegen diesen Titel gab, wurde der Streifen weniger Tage, bevor die Uraufführung stattfand, mit dem neuen Titel Hauptmann, deine Sterne versehen. Am 14. Oktober 1960 wurde er in Düsseldorf erstmals gezeigt.
Gyula Trebitsch hatte die Herstellungsleitung. Herbert Kirchhoff und Albrecht Becker entwarfen die Filmbauten.

## Kritiken
„Unter Geza von Cziffras Regie sind Robert Graf und Peter Vogel Helden einer Köpenickiade in Bundeswehruniform. Nun, von den Sitzen reißt es einen nicht gerade vor Amüsement. Aber immerhin erlahmen die Ansätze zu kabarettistischer Zeitkritik bis zum Schluß des Films niemals, so daß der Schwank flott über die Leinwand geht. (…) Maria Sebaldt als „Dummerl“ von Hotelsekretärin ist reizend.“

Im Lexikon des Internationalen Films heißt es: „Verunglückter Schwank im Fahrwasser der Politik der Adenauer-Ära, fade und langweilig.“